# Copa Libertadores de Futsal Femenino 2019
La Copa Libertadores de Futsal Femenino 2019 o Conmebol Libertadores de Futsal Femenino 2019 fue la sexta edición del torneo internacional de la Copa Libertadores de Futsal Femenino organizado por la Confederación Sudamericana de Fútbol. Se disputó en la ciudad de Camboriú, Brasil, entre el 1 y el 8 de diciembre de 2019, resultando campeón el equipo Cianorte de Brasil.

## Sede
| Camboriú                                  |
| ----------------------------------------- |
| Barra Multieventos Hamilton Linhares Cruz |
| Capacidad: 2000                           |

## Equipos participantes
| País             | Equipo                            | Vía de clasificación                                 |
| ---------------- | --------------------------------- | ---------------------------------------------------- |
| Argentina 1 cupo | Kimberley Atlético Club           | Campeón del Torneo Femenino Argentino 2018           |
| Bolivia 1 cupo   | Club Deportivo Atlantes           | Campeón de Torneo Femenino Boliviano 2018            |
| Brasil 1 cupo    | Cianorte Futsal                   | Campeón de la Copa Femenina de Futsal de Brasil 2018 |
| Chile 1 cupo     | Coquimbo Unido                    | Campeón del Torneo Femenino Chileno 2019             |
| Colombia 1 cupo  | Club Deportivo Independiente Cali | Campeón del Torneo Femenino Colombiano 2019          |
| Ecuador 1 cupo   | Aviced FC                         | Campeón del Torneo Femenino Ecuatoriano 2019         |
| Paraguay 1 cupo  | Club Cerro Porteño                | Campeón del Campeonato Femenino de Futsal 2018       |
| Perú 1 cupo      | UNMSM                             | Campeón del Torneo Femenino Peruano 2019             |
| Uruguay 1 cupo   | Club Atlético Peñarol             | Campeón del Torneo Femenino Uruguayo 2018            |
| Venezuela 1 cupo | Estudiantes de Caracas Sport Club | Campeón del Torneo Femenino Venezolano 2019          |

## Forma de disputa
Los 10 equipos se agrupan en dos grupos de cinco que deben jugar todos contra todos. Los dos primeros de cada grupo clasifican para disputar las semifinales y los ganadores de la misma la final. Adicionalmente los dos terceros de cada grupo deben disputar el quinto puesto, los dos cuartos el séptimo puesto y los dos quintos, el noveno puesto.

## Fase de grupos
El sorteo de la fase de grupo se realizó el 20 de noviembre de 2019 en la Federación Catarinense de Futbol del Barrio Los Municipios (Balneario Camboriú).

### Grupo A
| Equipo        | Pts. | PJ | PG | PE | PP | GF | GC | DG  |
| ------------- | ---- | -- | -- | -- | -- | -- | -- | --- |
| Cianorte      | 12   | 4  | 4  | 0  | 0  | 39 | 2  | 37  |
| Independiente | 7    | 4  | 2  | 1  | 1  | 22 | 13 | 9   |
| UNMSM         | 7    | 4  | 2  | 1  | 1  | 16 | 20 | -4  |
| Coquimbo      | 1    | 4  | 0  | 1  | 3  | 6  | 21 | -15 |
| Aviced        | 1    | 4  | 0  | 1  | 3  | 12 | 39 | -27 |

Jornada 1
| 1 de diciembre de 2019, 14:00 (UTC-3) | Cianorte | 16:0    | Aviced | Barra Multieventos Hamilton Linhares Cruz, Camboriú |               |
|                                       | Nega 1' 14' 24' · Vanessa 8' 19' 36' 40' · Jeje 9' 31' · Marina Loures 12' · Gi Portes 13' · Jaqueline 15' · Luana 28' 30' · Camila 34' 35' | Reporte |        | Árbitro(s): -                                       | Árbitro(s): - |

| 1 de diciembre de 2019, 16:00 (UTC-3) | Independiente                               | 4:1     | Coquimbo         | Barra Multieventos Hamilton Linhares Cruz, Camboriú |               |
|                                       | Sofía González 10' 28' · Estefania Ruiz 36' | Reporte | Daniela Vega 33' | Árbitro(s): -                                       | Árbitro(s): - |

Jornada 2
| 2 de diciembre de 2019, 14:00 (UTC-3) | UNMSM                                                                   | 6:4     | Aviced                                                                    | Barra Multieventos Hamilton Linhares Cruz, Camboriú |               |
|                                       | Rosa Castro 3' 5' 27' · Stephannie Vasquez 20' 40' · María Valentín 24' | Reporte | Ana Novillo 29' · Suany Fajardo 32' · Aranxa Vega 36' · Madelin Riera 40' | Árbitro(s): -                                       | Árbitro(s): - |

| 2 de diciembre de 2019, 16:00 (UTC-3) | Independiente       | 1:4     | Cianorte                                           | Barra Multieventos Hamilton Linhares Cruz, Camboriú |               |
|                                       | Yuceilys Pineda 33' | Reporte | Jeje 14' · Luana 17' · Jaqueline 25' · Vanessa 37' | Árbitro(s): -                                       | Árbitro(s): - |

Jornada 3
| 3 de diciembre de 2019, 14:00 (UTC-3) | Coquimbo | 0:6 | UNMSM                                                                                  | Barra Multieventos Hamilton Linhares Cruz, Camboriú |               |
|                                       |          |     | Aranxa Vega 7' · Stephannie Vázquez 8' 18' · María Genoveva 11' · Daniela Vega 33' 38' | Árbitro(s): -                                       | Árbitro(s): - |

| 3 de diciembre de 2019, 16:00 (UTC-3) | Aviced                                                                           | 4:13    | Independiente | Barra Multieventos Hamilton Linhares Cruz, Camboriú |               |
|                                       | Jessica Andrea 11' · Madelin Riera 12' · Giannina María 25' · Erika Cristina 40' | Reporte | Alexandra Góngora 1' 22' · Ariani 2' · Estefania Jaramillo 15' 17' 19' 21' · Yuceilys Pineda 21' 34' 35' 36' · Alejandra Yakeline 23' 38' | Árbitro(s): -                                       | Árbitro(s): - |

Jornada 4
| 4 de diciembre de 2019, 14:00 (UTC-3) | Coquimbo              | 1:7     | Cianorte                                                            | Barra Multieventos Hamilton Linhares Cruz, Camboriú |               |
|                                       | Valentina Isidora 29' | Reporte | Gi Portes 4' · Nega 5' 13' 16' · Marcelinha 22' · Jaqueline 29' 40' | Árbitro(s): -                                       | Árbitro(s): - |

| 4 de diciembre de 2019, 16:00 (UTC-3) | UNMSM                                     | 4:4     | Independiente                                                                       | Barra Multieventos Hamilton Linhares Cruz, Camboriú |               |
|                                       | Rosa Castro 16' 39' 40' · Sara Jurado 27' | Reporte | Alexandra Góngora 5' · Yuceilys Pineda 18' · Luz Rendón 23' · Alejandra Aprades 28' | Árbitro(s): -                                       | Árbitro(s): - |

Jornada 5
| 5 de diciembre de 2019, 14:00 (UTC-3) | Aviced                                                   | 4:4     | Coquimbo                                                                   | Barra Multieventos Hamilton Linhares Cruz, Camboriú |  |
|                                       | Suany Fajardo 35' 36' · Madelin Riera 36' · Cristina 40' | Reporte | Kiara Jert 3' · Natalia Pérez 11' · Génesis Fonseca 18' · Daniela Vega 32' |                                                     |  |

| 5 de diciembre de 2019, 16:00 (UTC-3) | Cianorte                                                                              | 12:0    | UNMSM | Barra Multieventos Hamilton Linhares Cruz, Camboriú |  |
|                                       | Jeje 2' 15' 36' · Luana 3' 15' 39' · Camila 13' 25' 35' · Vanessa 36' 39' · Taila 40' | Reporte |       |                                                     |  |

### Grupo B
| Equipo        | Pts. | PJ | PG | PE | PP | GF | GC | DG  |
| ------------- | ---- | -- | -- | -- | -- | -- | -- | --- |
| Peñarol       | 10   | 4  | 3  | 1  | 0  | 13 | 8  | 5   |
| Kimberley     | 8    | 4  | 2  | 2  | 0  | 19 | 7  | 12  |
| Estudiantes   | 6    | 4  | 2  | 0  | 2  | 7  | 9  | -2  |
| Cerro Porteño | 4    | 4  | 1  | 1  | 2  | 12 | 11 | 1   |
| Atlantes      | 0    | 4  | 0  | 0  | 4  | 2  | 18 | -16 |

Jornada 1
| 1 de diciembre de 2019, 18:00 (UTC-3) | Cerro Porteño                                                                                     | 5:0     | Atlantes | Barra Multieventos Hamilton Linhares Cruz, Camboriú |               |
|                                       | Ana Ontiveros 4' · Claudia Romero 5' · Karla Tycona 10' · Angélica Vázquez 15' · María Gálvez 32' | Reporte |          | Árbitro(s): -                                       | Árbitro(s): - |

| 1 de diciembre de 2019, 20:00 (UTC-3) | Kimberley                                                        | 4:0     | Estudiantes | Barra Multieventos Hamilton Linhares Cruz, Camboriú |                                       |
|                                       | Micaela Schneider 15' · Lorena Benítez 17' 37' · Nicole Hain 36' | Reporte |             | Árbitro(s): Valeria Palma Karem Barco               | Árbitro(s): Valeria Palma Karem Barco |

Jornada 2
| 2 de diciembre de 2019, 18:00 (UTC-3) | Peñarol                                                  | 3:2     | Atlantes                           | Barra Multieventos Hamilton Linhares Cruz, Camboriú |               |
|                                       | Mariana Crocano 9' · Paula Viera 35' · Denisse Dufau 40' | Reporte | Julia Arequipa 4' · Ivonne Nina 8' | Árbitro(s): -                                       | Árbitro(s): - |

| 2 de diciembre, 20:00 (UTC-3) | Kimberley                                                      | 4:4     | Cerro Porteño                                                   | Barra Multieventos Hamilton Linhares Cruz, Camboriú |               |
|                               | Daniela Moreles 10' · Sofía Florentín 32' · Lorena Benítez 33' | Reporte | Dedeia Reis 11' · Angélica Vázquez 21' · Griselda Garay 32' 39' | Árbitro(s): -                                       | Árbitro(s): - |

Jornada 3
| 3 de diciembre de 2019, 18:00 (UTC-3) | Estudiantes         | 2:3     | Peñarol                                    | Barra Multieventos Hamilton Linhares Cruz, Camboriú |               |
|                                       | Paola Ayala 11' 12' | Reporte | Belén Yuvet 4' 22' · Daianna Gutiérrez 33' | Árbitro(s): -                                       | Árbitro(s): - |

| 3 de diciembre de 2019, 20:00 (UTC-3) | Atlantes | 0:8     | Kimberley | Barra Multieventos Hamilton Linhares Cruz, Camboriú |               |
|                                       |          | Reporte | Lorena Benítez 3' 8' · Nicole Hain 8' · Delfina Fernández 17' 30' · Isabela Goiteia 20' · Daniela Mereles 36' · Diana Gómez Fretes 37' | Árbitro(s): -                                       | Árbitro(s): - |

Jornada 4
| 4 de diciembre de 2019, 18:00 (UTC-3) | Estudiantes                          | 3:2     | Cerro Porteño          | Barra Multieventos Hamilton Linhares Cruz, Camboriú |               |
|                                       | Paola Ayala 2' 31' · María Brito 34' | Reporte | Griselda Garay 26' 36' | Árbitro(s): -                                       | Árbitro(s): - |

| 4 de diciembre | Peñarol                          | 3:3     | Kimberley                                                 | Barra Multieventos Hamilton Linhares Cruz, Camboriú |  |
| 20:00          | Daiana Gutiérrez · Sofía Olivera | Reporte | Sofía Florentín · Lorena Benítez · Mariana Crócano (a.g.) |                                                     |  |

Jornada 5
| 5 de diciembre de 2019, 18:00 (UTC-3) | Atlantes | 0:2 (0:1) | Estudiantes                              | Barra Multieventos Hamilton Linhares Cruz, Camboriú |  |
|                                       |          | Reporte   | Paola Ayala 13' · Alexandra Pinillos 21' |                                                     |  |

| 5 de diciembre de 2019, 20:00 (UTC-3) | Cerro Porteño      | 1:4 (0:3) | Peñarol                                                                      | Barra Multieventos Hamilton Linhares Cruz, Camboriú |  |
|                                       | Griselda Garay 32' | Reporte   | Belén Yuvet 4' · Mariana Crócano 6' · Génesis Carrasco 14' · Paula Viera 40' |                                                     |  |

## Fase final

### Clasificación 5º al 10º

#### Noveno lugar
| 7 de diciembre de 2019, 14:00 (UTC-3) | Aviced                                | 4:10 (2:3) | Atlantes                                                                                       | Barra Multieventos Hamilton Linhares Cruz, Camboriú |  |
|                                       | Madelin Riera 14' 15' · - 31' · - 36' | Reporte    | Karla Ticona 9' 24' 30' 31' 32' 35' · Julia Arequipa 13' · Ivonne Nina 16' · Nancy Jamachi 25' |                                                     |  |

#### Séptimo lugar
| 7 de diciembre de 2019, 16:00 (UTC-3) | Coquimbo                                                                  | 4:4 (0:0) (1:3 p.)         | Cerro Porteño                                                | Barra Multieventos Hamilton Linhares Cruz, Camboriú |  |
|                                       | Daniela Vega 22' · María José 27' · Natalia Pérez 32' · Vero Riquelme 40' | Reporte                    | Claudia Romero 28' · Angélica Vázquez 29' · María Gálvez 36' |                                                     |  |
|                                       |                                                                           | Tiros desde el punto penal |                                                              |                                                     |  |
|                                       | Jennifer · Natalia Pérez                                                  |                            | Andreia Reis · Angélica Vázquez · Liz Sosa                   |                                                     |  |

#### Quinto lugar
| 7 de diciembre de 2019, 18:00 (UTC-3) | UNMSM                    | 2:2 (0:1) (1:3 p.)         | Estudiantes                   | Barra Multieventos Hamilton Linhares Cruz, Camboriú |  |
|                                       | Vázquez 26' · Guzmán 40' | Reporte                    | Luinyelis 4' · Ayala 29'      |                                                     |  |
|                                       |                          | Tiros desde el punto penal |                               |                                                     |  |
|                                       | Vázquez · Vega           |                            | Ayala · Arguinsones · Marinel |                                                     |  |

### Clasificación 1º al 4º
|  | Semifinales   | Semifinales   |   |           | Final        | Final |  |
|  |               |               |   |           |              |       |  |
|  |               |               |   |           |              |       |  |
|  |               |               |   |           |              |       |  |
|  | Cianorte      | 4             |   |           |              |       |  |
|  | Kimberley     | 3             |   |           |              |       |  |
|  |               |               |   |           |              |       |  |
|  |               |               |   |           |              |       |  |
|  |               |               |   |           | Cianorte     | 2     |  |
|  |               | Independiente | 0 |           |              |       |  |
|  |               |               |   |           |              |       |  |
|  |               |               |   |           |              |       |  |
|  |               |               |   |           | Tercer lugar |       |  |
|  |               |               |   |           |              |       |  |
|  | Independiente | 6             |   | Kimberley | 4            |       |  |
|  | Peñarol       | 3             |   |           | Peñarol      | 2     |  |

#### Semifinales
| 6 de diciembre de 2019, 14:00 (UTC-3) | Cianorte                                         | 4:3 (3:1) | Kimberley                                                   | Barra Multieventos Hamilton Linhares Cruz, Camboriú |  |
|                                       | Luana 3' · Marina Loures 12' 33' · Gi Portes 14' | Reporte   | Lorena Benítez 20' · Daniela Mereles 38' · Natalia Gati 40' |                                                     |  |

| 6 de diciembre de 2019, 16:00 (UTC-3) | Peñarol                                                        | 3:6 (0:4) | Independiente                                                                              | Barra Multieventos Hamilton Linhares Cruz, Camboriú |  |
|                                       | María Yuvet 23' · Florencia Vicente 26' · Daiana Gutiérrez 40' | Reporte   | Astrid Miquenela 5' 36' 39' · Sofía Viera 9' · Alexandra Góngora 11' · Yunelis Camargo 13' |                                                     |  |

#### Tercer lugar
| 8 de diciembre de 2019, 14:00 (UTC-3) | Kimberley                                                     | 4:2 (3:0) | Peñarol                               | Barra Multieventos Hamilton Linhares Cruz, Camboriú |  |
|                                       | Natalia Gati 1' 3' · Mariana Crócano 19' · Lorena Benítez 30' | Reporte   | Paula Viera 31' · Mariana Crócano 37' |                                                     |  |